# Micromia
Micromia là một chi bướm đêm thuộc họ Geometridae.

## Các loài
- Micromia acroscotia
- Micromia adminiculata
- Micromia albimixta
- Micromia animata
- Micromia barbata
- Micromia caesiata
- Micromia cavilinea
- Micromia chlaenistes
- Micromia commixtilinea
- Micromia conquadrata
- Micromia cophogona
- Micromia curvimacula
- Micromia decens
- Micromia defulvata
- Micromia dilopha
- Micromia dinosia
- Micromia dympna
- Micromia dystacta
- Micromia ectocosma
- Micromia eusemozona
- Micromia euthynsis
- Micromia evelina
- Micromia expectans
- Micromia fletcheri
- Micromia fulgurans
- Micromia fulvipuncta
- Micromia hypocalypsis
- Micromia infantilis
- Micromia keucocarpa
- Micromia latistriga
- Micromia monochasma
- Micromia ni
- Micromia novella
- Micromia novenaria
- Micromia olivaceata
- Micromia parvipennata
- Micromia recessilinea
- Micromia rotundata
- Micromia scotochlaena
- Micromia stabilis
- Micromia subcomosa
- Micromia thaumasia
- Micromia transsecta
- Micromia vinosa
- Micromia viridisecta